# 岡部長盛
岡部長盛（日语：／ Okabe Nagamori，1568年—1632年12月13日）是日本戰國時代至江戶時代前期武將和大名。父親是岡部正綱。下總山崎藩藩主、丹波龜山藩藩主、丹波福知山藩藩主、美濃大垣藩初代藩主。岸和田藩岡部家初代。武勇優秀，被稱為岡部的黑鬼（岡部の黒鬼）。

## 生平
在永祿11年（1568年）出生，家中長男。天正11年（1583年），因為父親正綱死去而繼承家督。（在長盛以前，曾有一名被稱為康綱（或忠綱）的人物是岡部氏當主，這可能是長盛，或者是長盛的兄長，實況不明。）
天正12年（1584年），參加小牧長久手之戰。天正13年（1585年），鳥居元忠為大將進攻真田昌幸的信濃上田城等戰鬥亦有參加。天正18年（1590年），在德川家康被移封至關東地方時，因為以前的戰功而被賜予下總山崎1萬2千石。慶長5年（1600年），在關原之戰中負責守備下野黑羽城，以防上杉景勝南下。
慶長14年（1609年），被加增移封至丹波龜山3萬2千石（後來再加增2千石，合計有4萬石）。慶長20年（1615年），在大坂夏之陣中立下功績。元和7年（1621年），被加增移封至丹波國福知山5萬石。寬永元年（1624年），被移封至美濃大垣5萬石。
在寬永9年（1632年）11月2日死去。享年65歲。家督由長男宣勝繼承。